# Melithaea hicksoni
Melithaea hicksoni is een zachte koraalsoort uit de familie Melithaeidae. De koraalsoort komt uit het geslacht Melithaea. Melithaea hicksoni werd in 1911 voor het eerst wetenschappelijk beschreven door Nutting. 